# Bicaz (Maramureș)
Pour les articles homonymes, voir Bicaz.
Bicaz (Bikácfalva en hongrois, Farrendorf en allemand) est une commune roumaine du județ de Maramureș, dans la région historique de Transylvanie et dans la région de développement du Nord-Ouest.

## Géographie
La commune de Bicaz est située à l'extrémité sud-ouest du județ, à la limite avec le județ de Satu Mare, à 50 km de Baia Mare, la préfecture du județ.
La commune se compose des villages de Bicaz (645 habitants en 2002), de Ciuta (246 habitants en 2002) et de Corni (396 habitants en 2002).

## Histoire
La première mention écrite du village date de 1461, sur une liste de fiefs appartenant à la famille Dragfi.
En 1723, fut construite l'église en bois « Sfintii Arhangeli Mihail și Gavriil » (Saints Archanges Michel et Gabriel), de rite orthodoxe, répertoriée comme monument historique.

## Démographie
En 1910, la commune comptait 2 028 Roumains (97,6 % de la population).
En 1930, les autorités recensaient 2 121 Roumains ainsi qu'une petite communauté juive de 42 personnes (1,9 %) qui fut exterminée par les Nazis durant la Seconde Guerre mondiale.
En 2002, la commune comptait 1 286 Roumains (94,3 %).
| 1880  | 1900  | 1910  | 1930  | 1956  | 1977  | 1992  | 2002  | 2007  |
| ----- | ----- | ----- | ----- | ----- | ----- | ----- | ----- | ----- |
| 1 753 | 1 942 | 2 078 | 2 185 | 2 478 | 2 014 | 1 533 | 1 287 | 1 174 |

## Économie
L'agriculture et l'exploitation forestière sont les bases de l'économie locale (2 795 ha de terres agricoles).